# Ambositra (distrikt)
Ambositra är ett distrikt i Madagaskar.   Det ligger i regionen Amoron'i Maniaregionen, i den centrala delen av landet, 180 km söder om huvudstaden Antananarivo.